# Анастас Темянов
Анастас Темянов е български свещеник и революционер, деец на Вътрешната македоно-одринска революционна организация.

## Биография
Роден е в охридското българско село Велмей, тогава в Османската империя. Става свещеник и е игумен на манастира „Света Петка“ край Велгощи. Влиза във ВМОРО и манастирът става убежище на Организацията. Според доклад на сръбския консул в Битоля Михайло Ристич от 25 януари 1903 година поради турски преследвания поп Анастас Темянов от десет месеца се крие в Охрид. В 1906 година на Охридския конгрес на ВМОРО отец Анастас Темянов е избран в околийското ръководно тяло на ВМОРО.